# Vesaignes-sur-Marne
Vesaignes-sur-Marne település Franciaországban, Haute-Marne megyében. Lakosainak száma 103 fő (2022. január 1.). Vesaignes-sur-Marne Faverolles, Louvières, Marnay-sur-Marne, Nogent, Poulangy, Rolampont és Thivet községekkel határos.

## Népesség
A település népessége az elmúlt években az alábbi módon változott:
| Lakosok száma | 183  | 174  | 139  | 130  | 108  | 107  | 104  | 101  | 102  | 103  |
|               | 1968 | 1982 | 1990 | 2006 | 2013 | 2015 | 2017 | 2019 | 2020 | 2022 |